# Colzium Hill
Colzium Hill är en kulle i Storbritannien.   Den ligger i kommunen West Lothian och riksdelen Skottland, i den centrala delen av landet, 500 km norr om huvudstaden London. Toppen på Colzium Hill är 466 meter över havet.
Terrängen runt Colzium Hill är kuperad åt sydost, men åt nordväst är den platt. Runt Colzium Hill är det ganska glesbefolkat, med 22 invånare per kvadratkilometer. Närmaste större samhälle är Livingston, 12,7 km norr om Colzium Hill. Trakten runt Colzium Hill består i huvudsak av gräsmarker.